# アントニン・ルジェ
アントニン・ルジェ（Antonin Rouzier、1986年8月18日 - ）は、フランスの元男子バレーボール選手。元フランス代表。

## 来歴

### クラブチーム
サン＝マルタン＝デール出身。2002年、France Avenir 2024へ入団しバレーボール選手としてのキャリアをスタートさせる。2004/05シーズンはフランスリーグBのSpacer's Toulouse Volleyで優勝した。2005/06シーズンはフランスリーグAのBeauvais Oise UCに移籍し、7位となる。2007/08シーズンはMontpellier Volleyでプレーした。2008/09シーズンはベルギー1部リーグのKnack Roeselareでプレーし、リーグ準優勝を果たした。2009/10シーズンから2年間はStade Poitevin Poitiersで活躍した。2010/11シーズンのフランスリーグAで優勝し、ベストオポジット賞を受賞した。2011/12シーズンはポーランドリーグのGrupa Azoty ZAKSAケンジェジン＝コジレへ移籍した。2012/13シーズンのポーランド・スーパーリーグの準優勝に貢献した。2013/14シーズンはイタリアセリエAのPiemonte Volleyでプレーした。2014/15シーズンはトルコリーグのZiraat Bankası Ankaraで活躍しリーグ3位となった。翌年にArkas Spor Kulübüへ移籍し、2015/16シーズンのトルコリーグではベストオポジット賞を受賞した。2018/19シーズンは日本のV.League Division1の東レアローズと契約した。外国人助っ人選手として活躍しリーグ3位となった。2020年にチームを退団。2020/21シーズンはカタールのAl Rayyan S.C.、アラブ首長国連邦のクラブでプレーした。2021/22シーズンはフランスリーグに戻りPlessis Robinson Volley-Ballでプレーした。2023年に現役引退。

### 代表チーム
2006年、フランス代表に初選出された。2007年のワールドリーグで代表デビューした。2009年の欧州選手権では銀メダルを獲得した。2010年、イタリアで開催された世界選手権に出場した。2013年の欧州選手権で5位となった。2014年、世界選手権では4位へ導いた。2015年、ワールドリーグで初の金メダルを獲得した。同年の欧州選手権で金メダルを獲得し、自身もベストスコアラーと大会MVPに選ばれた。2016年、ワールドリーグで銅メダルを獲得した。同年8月のリオデジャネイロオリンピックに出場した。

## 球歴
- オリンピック - 2016年
- 世界選手権 - 2010年、2014年
- 欧州選手権 - 2007年、2009年、2011年、2013年、2015年
- ワールドリーグ - 2007年、2008年、2009年、2010年、2011年、2012年、2013年、2014年、2015年、2016年

## 受賞歴
- 2009年 欧州選手権 ベストスパイカー賞
- 2011年 2010/11フランスリーグA ベストオポジット賞
- 2013年 欧州チャンピオンズリーグ ベストスパイカー賞
- 2015年 欧州選手権 MVP、ベストスパイカー賞
- 2016年 2015/16トルコリーグ ベストオポジット賞
- 2016年 ワールドリーグ ベストアウトサイドヒッター賞

## 所属クラブ
- France Avenir 2024（2002-2004年）
- Spacer's Toulouse Volley（2004-2005年）
- ボーヴェ・オワーズUC（2005-2006年）
- アニエール・バレー92（2006-2007年）
- モンペリエ・バレー（2007-2008年）
- ナック・ルーセラーレ（2008-2009年）
- スタッド・ポワトヴァン・ポワチエ（2009-2011年）
- Grupa Azoty ZAKSAケンジェジン＝コジレ（2011-2013年）
- ピエモンテ・バレー（2013-2014年）
- Ziraat Bankası Ankara（2014-2015年）
- Arkas Spor Kulübü（2015-2016年）
- Istanbul BBSK（2016-2017年）
- Yenisey Krasnoyarsk（2017-2018年）
- 東レアローズ（2018-2020年）
- Al Rayyan S.C.（2020年）
- Al Jazira Sport Club（2020-2021年）
- Plessis Robinson Volley-Ball（2021-2023年）